# Prusy-Boškůvky
Obec Prusy-Boškůvky (německy: Mährisch Preussen) se nachází v okrese Vyškov v Jihomoravském kraji. Žije zde 675 obyvatel. V letech 1960–2016 se obec dělila v katastrálním územím Moravské Prusy s městem Vyškovem, jehož exklávou v té době byla osada Zouvalka, která patří od roku 2017 k obci.

## Historie
První písemná zmínka o obci pochází z roku 1131.

## Obyvatelstvo

### Struktura
V obci k počátku roku 2016 žilo celkem 633 obyvatel. Z nich bylo 320 mužů a 313 žen. Průměrný věk obyvatel obce dosahoval 41,3 let. Dle Sčítání lidu, domů a bytů provedeném v roce 2011, kdy v obci žilo 636 lidí. Nejvíce z nich bylo (19%) obyvatel ve věku od 0 do 14 let. Děti do 14 let věku tvořily 19 % obyvatel a senioři nad 70 let úhrnem 7,9 %. Z celkem 515 občanů obce starších 15 let mělo vzdělání 39,4 % střední vč. vyučení (bez maturity). Počet vysokoškoláků dosahoval 8 % a bez vzdělání bylo naopak 0,4 % obyvatel. Z cenzu dále vyplývá, že ve městě žilo 299 ekonomicky aktivních občanů. Celkem 88,3 % z nich se řadilo mezi zaměstnané, z nichž 70,2 % patřilo mezi zaměstnance, 2,7 % k zaměstnavatelům a zbytek pracoval na vlastní účet. Oproti tomu celých 50,3 % občanů nebylo ekonomicky aktivní (to jsou například nepracující důchodci či žáci, studenti nebo učni) a zbytek svou ekonomickou aktivitu uvést nechtěl. Úhrnem 281 obyvatel obce (což je 44,2 %), se hlásilo k české národnosti. Dále 170 obyvatel bylo Moravanů a 3 Slováků. Celých 302 obyvatel obce však svou národnost neuvedlo.
Vývoj počtu obyvatel za celou obec i za jeho jednotlivé části uvádí tabulka níže, ve které se zobrazuje i příslušnost jednotlivých částí k obci či následné odtržení.
| Místní části (rok přičlenění k obci) | Místní části (rok přičlenění k obci) | 1869 | 1880 | 1890 | 1900 | 1910 | 1921 | 1930 | 1950 | 1961 | 1970 | 1980 | 1991 | 2001 | 2011 |
| ------------------------------------ | ------------------------------------ | ---- | ---- | ---- | ---- | ---- | ---- | ---- | ---- | ---- | ---- | ---- | ---- | ---- | ---- |
| Počet obyvatel                       | část Boškůvky (1964)                 | 128  | 156  | 157  | 161  | 187  | 215  | 160  | 173  | 192  | 139  | 115  | 82   | 57   | 67   |
| Počet obyvatel                       | část Moravské Prusy                  | 386  | 446  | 541  | 520  | 612  | 677  | 689  | 665  | 645  | 615  | 569  | 522  | 532  | 569  |
| Počet obyvatel                       | celá obec                            | 514  | 602  | 698  | 681  | 799  | 892  | 849  | 838  | 837  | 754  | 684  | 604  | 589  | 636  |
| Počet domů                           | část Boškůvky (1964)                 | 28   | 31   | 35   | 35   | 39   | 42   | 41   | 48   | 52   | 45   | 42   | 47   | 47   | 44   |
| Počet domů                           | část Moravské Prusy                  | 68   | 76   | 85   | 95   | 121  | 127  | 160  | 195  | 172  | 175  | 167  | 202  | 201  | 204  |
| Počet domů                           | celá obec                            | 96   | 107  | 120  | 130  | 160  | 169  | 201  | 243  | 224  | 220  | 209  | 249  | 248  | 248  |

## Pamětihodnosti
- Kostel svatého Jiří

## Části obce
- Boškůvky
- Moravské Prusy
- Zouvalka do roku 1960 a opět od ledna 2017[6]